# Uefa Champions League 2019/2020
Uefa Champions League 2019/2020 var den 65:e säsongen av Uefa Champions League, Europas största fotbollsturnering, och den 28:e säsongen sedan den bytte namn från Europacupen.
Finalen skulle ha spelats den 30 maj 2020 på Atatürk Olimpiyat Stadyumu i Istanbul, Turkiet, men turneringen avbröts under mars samma år på grund av coronavirusutbrottet. Den återupptogs dock i augusti samma år med hjälp av enkelmöten från kvartsfinalerna till finalen, de matcherna spelades i Lissabon med Estádio da Luz som finalarena. Vinnare av finalen blev Bayern München efter att Kingsley Coman nickade in matchens enda mål i en 0–1-vinst mot Paris Saint-Germain.

## Kvalomgångar

### Inledande kvalomgång
| Inledande kvalomgången – semifinaler – 4 deltagande klubblag | Inledande kvalomgången – semifinaler – 4 deltagande klubblag | Inledande kvalomgången – semifinaler – 4 deltagande klubblag |
| ------------------------------------------------------------ | ------------------------------------------------------------ | ------------------------------------------------------------ |
| Lag 1                                                        | Resultat                                                     | Lag 2                                                        |
| Feronikeli                                                   | 1–0                                                          | Lincoln Red Imps                                             |
| Tre Penne                                                    | 0–1                                                          | FC Santa Coloma                                              |

| Inledande kvalomgången – final – 2 deltagande klubblag | Inledande kvalomgången – final – 2 deltagande klubblag | Inledande kvalomgången – final – 2 deltagande klubblag |
| ------------------------------------------------------ | ------------------------------------------------------ | ------------------------------------------------------ |
| Lag 1                                                  | Resultat                                               | Lag 2                                                  |
| Feronikeli                                             | 2–1                                                    | FC Santa Coloma                                        |

### Första kvalomgången
| Första kvalomgången – 32 deltagande klubblag | Första kvalomgången – 32 deltagande klubblag | Första kvalomgången – 32 deltagande klubblag | Första kvalomgången – 32 deltagande klubblag | Första kvalomgången – 32 deltagande klubblag |
| -------------------------------------------- | -------------------------------------------- | -------------------------------------------- | -------------------------------------------- | -------------------------------------------- |
| Lag 1                                        | Totalt                                       | Lag 2                                        | Möte 1                                       | Möte 2                                       |
| Nõmme Kalju                                  | 00002–2 (BM)                                 | Shkëndija                                    | 0–1                                          | 2–1                                          |
| Sūduva                                       | 1–2                                          | Röda stjärnan                                | 0–0                                          | 1–2                                          |
| Ararat-Armenia                               | 3–4                                          | AIK                                          | 2–1                                          | 1–3                                          |
| Astana                                       | 2–3                                          | Cluj                                         | 1–0                                          | 1–3                                          |
| Ferencváros                                  | 5–3                                          | Ludogorets Razgrad                           | 2–1                                          | 3–2                                          |
| Partizani                                    | 0–2                                          | Qarabağ                                      | 0–0                                          | 0–2                                          |
| Slovan Bratislava                            | 2–2 (2–3 str.)                               | Sutjeska Nikšić                              | 1–1                                          | 1–1 (e.f.)                                   |
| Sarajevo                                     | 2–5                                          | Celtic                                       | 1–3                                          | 1–2                                          |
| Sheriff Tiraspol                             | 3–4                                          | Saburtalo Tbilisi                            | 0–3                                          | 3–1                                          |
| F91 Dudelange                                | 00003–3 (BM)                                 | Valletta                                     | 2–2                                          | 1–1                                          |
| Linfield                                     | 0–6                                          | Rosenborg BK                                 | 0–2                                          | 0–4                                          |
| Valur                                        | 0–5                                          | Maribor                                      | 0–3                                          | 0–2                                          |
| Dundalk                                      | 0–0 (5–4 str.)                               | Riga                                         | 0–0                                          | 0–0 (e.f.)                                   |
| The New Saints                               | 3–2                                          | Feronikeli                                   | 2–2                                          | 1–0                                          |
| HJK                                          | 5–2                                          | HB                                           | 3–0                                          | 2–2                                          |
| Bate Borisov                                 | 3–2                                          | Piast Gliwice                                | 1–1                                          | 2–1                                          |

### Andra kvalomgången
| Andra kvalomgången – Mästare – 20 deltagande klubblag | Andra kvalomgången – Mästare – 20 deltagande klubblag | Andra kvalomgången – Mästare – 20 deltagande klubblag | Andra kvalomgången – Mästare – 20 deltagande klubblag | Andra kvalomgången – Mästare – 20 deltagande klubblag |
| ----------------------------------------------------- | ----------------------------------------------------- | ----------------------------------------------------- | ----------------------------------------------------- | ----------------------------------------------------- |
| Lag 1                                                 | Totalt                                                | Lag 2                                                 | Möte 1                                                | Möte 2                                                |
| Cluj                                                  | 3–2                                                   | Maccabi Tel Aviv                                      | 1–0                                                   | 2–2                                                   |
| Bate Borisov                                          | 2–3                                                   | Rosenborg BK                                          | 2–1                                                   | 0–2                                                   |
| The New Saints                                        | 0–3                                                   | FC Köpenhamn                                          | 0–2                                                   | 0–1                                                   |
| Ferencváros                                           | 4–2                                                   | Valletta                                              | 3–1                                                   | 1–1                                                   |
| Dundalk                                               | 1–4                                                   | Qarabağ                                               | 1–1                                                   | 0–3                                                   |
| Saburtalo Tbilisi                                     | 0–5                                                   | Dinamo Zagreb                                         | 0–2                                                   | 0–3                                                   |
| Celtic                                                | 7–0                                                   | Nõmme Kalju                                           | 0–2                                                   | 0–3                                                   |
| Röda stjärnan                                         | 3–2                                                   | HJK                                                   | 2–0                                                   | 1–2                                                   |
| Sutjeska Nikšić                                       | 0–4                                                   | APOEL                                                 | 0–1                                                   | 0–3                                                   |
| Maribor                                               | 00004–4 (BM)                                          | AIK                                                   | 2–1                                                   | 2–3 (e.f.)                                            |

| Andra kvalomgången – Bäst placerade – 4 deltagande klubblag | Andra kvalomgången – Bäst placerade – 4 deltagande klubblag | Andra kvalomgången – Bäst placerade – 4 deltagande klubblag | Andra kvalomgången – Bäst placerade – 4 deltagande klubblag | Andra kvalomgången – Bäst placerade – 4 deltagande klubblag |
| ----------------------------------------------------------- | ----------------------------------------------------------- | ----------------------------------------------------------- | ----------------------------------------------------------- | ----------------------------------------------------------- |
| Lag 1                                                       | Totalt                                                      | Lag 2                                                       | Möte 1                                                      | Möte 2                                                      |
| Viktoria Plzeň                                              | 0–4                                                         | Olympiakos                                                  | 0–0                                                         | 0–4                                                         |
| PSV                                                         | 00004–4 (BM)                                                | Basel                                                       | 3–2                                                         | 1–2                                                         |

### Tredje kvalomgången
| Tredje kvalomgången – Mästare – 12 deltagande klubblag | Tredje kvalomgången – Mästare – 12 deltagande klubblag | Tredje kvalomgången – Mästare – 12 deltagande klubblag | Tredje kvalomgången – Mästare – 12 deltagande klubblag | Tredje kvalomgången – Mästare – 12 deltagande klubblag |
| ------------------------------------------------------ | ------------------------------------------------------ | ------------------------------------------------------ | ------------------------------------------------------ | ------------------------------------------------------ |
| Lag 1                                                  | Totalt                                                 | Lag 2                                                  | Möte 1                                                 | Möte 2                                                 |
| Cluj                                                   | 5–4                                                    | Celtic                                                 | 1–1                                                    | 4–3                                                    |
| APOEL                                                  | 3–2                                                    | Qarabağ                                                | 1–2                                                    | 2–0                                                    |
| PAOK                                                   | 4–5                                                    | Ajax                                                   | 2–2                                                    | 2–3                                                    |
| Dinamo Zagreb                                          | 5–1                                                    | Ferencváros                                            | 1–1                                                    | 4–0                                                    |
| Röda stjärnan                                          | 2–2 (7–6 str.)                                         | FC Köpenhamn                                           | 1–1                                                    | 1–1 (e.f.)                                             |
| Maribor                                                | 2–6                                                    | Rosenborg BK                                           | 1–3                                                    | 1–3                                                    |

| Tredje kvalomgången – Bäst placerade – 8 deltagande klubblag | Tredje kvalomgången – Bäst placerade – 8 deltagande klubblag | Tredje kvalomgången – Bäst placerade – 8 deltagande klubblag | Tredje kvalomgången – Bäst placerade – 8 deltagande klubblag | Tredje kvalomgången – Bäst placerade – 8 deltagande klubblag |
| ------------------------------------------------------------ | ------------------------------------------------------------ | ------------------------------------------------------------ | ------------------------------------------------------------ | ------------------------------------------------------------ |
| Lag 1                                                        | Totalt                                                       | Lag 2                                                        | Möte 1                                                       | Möte 2                                                       |
| İstanbul Başakşehir                                          | 0–3                                                          | Olympiakos                                                   | 0–1                                                          | 0–2                                                          |
| Krasnodar                                                    | 00003–3 (BM)                                                 | Porto                                                        | 0–1                                                          | 3–2                                                          |
| Club Brugge                                                  | 4–3                                                          | Dynamo Kiev                                                  | 1–0                                                          | 3–3                                                          |
| Basel                                                        | 2–5                                                          | Lask                                                         | 1–2                                                          | 1–3                                                          |

### Playoffomgången
| Playoff-omgången – Mästare – 8 deltagande klubblag | Playoff-omgången – Mästare – 8 deltagande klubblag | Playoff-omgången – Mästare – 8 deltagande klubblag | Playoff-omgången – Mästare – 8 deltagande klubblag | Playoff-omgången – Mästare – 8 deltagande klubblag |
| -------------------------------------------------- | -------------------------------------------------- | -------------------------------------------------- | -------------------------------------------------- | -------------------------------------------------- |
| Lag 1                                              | Totalt                                             | Lag 2                                              | Möte 1                                             | Möte 2                                             |
| Dinamo Zagreb                                      | 3–1                                                | Rosenborg BK                                       | 2–0                                                | 1–1                                                |
| Cluj                                               | 0–2                                                | Slavia Prag                                        | 0–1                                                | 0–1                                                |
| Young Boys                                         | 00003–3 (BM)                                       | Röda stjärnan                                      | 2–2                                                | 1–1                                                |
| APOEL                                              | 0–2                                                | Ajax                                               | 0–0                                                | 0–2                                                |

| Playoff-omgången – Bäst placerade – 4 deltagande klubblag | Playoff-omgången – Bäst placerade – 4 deltagande klubblag | Playoff-omgången – Bäst placerade – 4 deltagande klubblag | Playoff-omgången – Bäst placerade – 4 deltagande klubblag | Playoff-omgången – Bäst placerade – 4 deltagande klubblag |
| --------------------------------------------------------- | --------------------------------------------------------- | --------------------------------------------------------- | --------------------------------------------------------- | --------------------------------------------------------- |
| Lag 1                                                     | Totalt                                                    | Lag 2                                                     | Möte 1                                                    | Möte 2                                                    |
| Lask                                                      | 1–3                                                       | Club Brugge                                               | 0–1                                                       | 1–2                                                       |
| Olympiakos                                                | 6–1                                                       | Krasnodar                                                 | 4–0                                                       | 2–1                                                       |

## Gruppspel

### Grupp A
| Nr | Lag                 | S | V | O | F | GM | IM | MS  | P  |
| -- | ------------------- | - | - | - | - | -- | -- | --- | -- |
| 1  | Paris Saint-Germain | 6 | 5 | 1 | 0 | 17 | 2  | +15 | 16 |
| 2  | Real Madrid         | 6 | 3 | 2 | 1 | 14 | 8  | +6  | 11 |
| 3  | Club Brugge         | 6 | 0 | 3 | 3 | 4  | 12 | −8  | 3  |
| 4  | Galatasaray         | 6 | 0 | 2 | 4 | 1  | 14 | −13 | 2  |

| Hemma \ Borta       |     |     |     |     |
| Club Brugge         | —   | 0–0 | 0–5 | 1–3 |
| Galatasaray         | 1–1 | —   | 0–1 | 0–1 |
| Paris Saint-Germain | 1–0 | 5–0 | —   | 3–0 |
| Real Madrid         | 2–2 | 6–0 | 2–2 | —   |

### Grupp B
| Nr | Lag               | S | V | O | F | GM | IM | MS  | P  |
| -- | ----------------- | - | - | - | - | -- | -- | --- | -- |
| 1  | Bayern München    | 6 | 6 | 0 | 0 | 24 | 5  | +19 | 18 |
| 2  | Tottenham Hotspur | 6 | 3 | 1 | 2 | 18 | 14 | +4  | 10 |
| 3  | Olympiakos        | 6 | 1 | 1 | 4 | 8  | 14 | −6  | 4  |
| 4  | Röda stjärnan     | 6 | 1 | 0 | 5 | 3  | 20 | −17 | 3  |

| Hemma \ Borta     |     |     |     |     |
| Bayern München    | —   | 2–0 | 3–0 | 3–1 |
| Olympiakos        | 2–3 | —   | 1–0 | 2–2 |
| Röda stjärnan     | 0–6 | 3–1 | —   | 0–4 |
| Tottenham Hotspur | 2–7 | 4–2 | 5–0 | —   |

### Grupp C
| Nr | Lag              | S | V | O | F | GM | IM | MS  | P  |
| -- | ---------------- | - | - | - | - | -- | -- | --- | -- |
| 1  | Manchester City  | 6 | 4 | 2 | 0 | 16 | 4  | +12 | 14 |
| 2  | Atalanta         | 6 | 2 | 1 | 3 | 8  | 12 | −4  | 7  |
| 3  | Sjachtar Donetsk | 6 | 1 | 3 | 2 | 8  | 13 | −5  | 6  |
| 4  | Dinamo Zagreb    | 6 | 1 | 2 | 3 | 10 | 13 | −3  | 5  |

| Hemma \ Borta    |     |     |     |     |
| Atalanta         | —   | 2–0 | 1–1 | 1–2 |
| Dinamo Zagreb    | 4–0 | —   | 1–4 | 3–3 |
| Manchester City  | 5–1 | 2–0 | —   | 1–1 |
| Sjachtar Donetsk | 0–3 | 2–2 | 0–3 | —   |

### Grupp D
| Nr | Lag              | S | V | O | F | GM | IM | MS | P  |
| -- | ---------------- | - | - | - | - | -- | -- | -- | -- |
| 1  | Juventus         | 6 | 5 | 1 | 0 | 12 | 4  | +8 | 16 |
| 2  | Atlético Madrid  | 6 | 3 | 1 | 2 | 8  | 5  | +3 | 10 |
| 3  | Bayer Leverkusen | 6 | 2 | 1 | 3 | 5  | 9  | −4 | 7  |
| 4  | Lokomotiv Moskva | 6 | 1 | 0 | 5 | 4  | 11 | −7 | 3  |

| Hemma \ Borta    |     |     |     |     |
| Atlético Madrid  | —   | 1–0 | 2–2 | 2–0 |
| Bayer Leverkusen | 2–1 | —   | 0–2 | 1–2 |
| Juventus         | 1–0 | 3–0 | —   | 2–1 |
| Lokomotiv Moskva | 0–2 | 0–2 | 1–2 | —   |

### Grupp E
| Nr | Lag               | S | V | O | F | GM | IM | MS  | P  |
| -- | ----------------- | - | - | - | - | -- | -- | --- | -- |
| 1  | Liverpool         | 6 | 4 | 1 | 1 | 13 | 8  | +5  | 13 |
| 2  | Napoli            | 6 | 3 | 3 | 0 | 11 | 4  | +7  | 12 |
| 3  | Red Bull Salzburg | 6 | 2 | 1 | 3 | 16 | 13 | +3  | 7  |
| 4  | Genk              | 6 | 0 | 1 | 5 | 5  | 20 | −15 | 1  |

| Hemma \ Borta     |     |     |     |     |
| Genk              | —   | 1–4 | 0–0 | 1–4 |
| Liverpool         | 2–1 | —   | 1–1 | 4–3 |
| Napoli            | 4–0 | 2–0 | —   | 1–1 |
| Red Bull Salzburg | 6–2 | 0–2 | 2–3 | —   |

### Grupp F
| Nr | Lag               | S | V | O | F | GM | IM | MS | P  |
| -- | ----------------- | - | - | - | - | -- | -- | -- | -- |
| 1  | Barcelona         | 6 | 4 | 2 | 0 | 9  | 4  | +5 | 14 |
| 2  | Borussia Dortmund | 6 | 3 | 1 | 2 | 8  | 8  | 0  | 10 |
| 3  | Inter             | 6 | 2 | 1 | 3 | 10 | 8  | +2 | 7  |
| 4  | Slavia Prag       | 6 | 0 | 2 | 4 | 4  | 10 | −6 | 2  |

| Hemma \ Borta     |     |     |     |     |
| Barcelona         | —   | 3–1 | 2–1 | 0–0 |
| Borussia Dortmund | 0–0 | —   | 3–2 | 2–1 |
| Inter             | 1–2 | 2–0 | —   | 1–1 |
| Slavia Prag       | 1–2 | 0–2 | 1–3 | —   |

### Grupp G
| Nr | Lag                    | S | V | O | F | GM | IM | MS | P  |
| -- | ---------------------- | - | - | - | - | -- | -- | -- | -- |
| 1  | RB Leipzig             | 6 | 3 | 2 | 1 | 10 | 8  | +2 | 11 |
| 2  | Lyon                   | 6 | 2 | 2 | 2 | 9  | 8  | +1 | 8  |
| 3  | Benfica                | 6 | 2 | 1 | 3 | 10 | 11 | −1 | 7  |
| 4  | Zenit Sankt Petersburg | 6 | 2 | 1 | 3 | 7  | 9  | −2 | 7  |

| Hemma \ Borta          |     |     |     |     |
| Benfica                | —   | 2–1 | 1–2 | 3–0 |
| Lyon                   | 3–1 | —   | 2–2 | 1–1 |
| RB Leipzig             | 0–2 | 2–2 | —   | 2–1 |
| Zenit Sankt Petersburg | 3–1 | 2–0 | 0–2 | —   |

### Grupp H
| Nr | Lag      | S | V | O | F | GM | IM | MS  | P  |
| -- | -------- | - | - | - | - | -- | -- | --- | -- |
| 1  | Valencia | 6 | 3 | 2 | 1 | 9  | 7  | +2  | 11 |
| 2  | Chelsea  | 6 | 3 | 2 | 1 | 11 | 9  | +2  | 11 |
| 3  | Ajax     | 6 | 3 | 1 | 2 | 12 | 6  | +6  | 10 |
| 4  | Lille    | 6 | 0 | 1 | 5 | 4  | 14 | −10 | 1  |

| Hemma \ Borta |     |     |     |     |
| Ajax          | —   | 0–1 | 3–0 | 0–1 |
| Chelsea       | 4–4 | —   | 2–1 | 0–1 |
| Lille         | 0–2 | 1–2 | —   | 1–1 |
| Valencia      | 0–3 | 2–2 | 4–1 | —   |

## Slutspel

### Slutspelsträd
|  | Åttondelsfinaler       | Åttondelsfinaler    | Åttondelsfinaler    | Åttondelsfinaler    |                     |                     | Kvartsfinaler       | Kvartsfinaler | Kvartsfinaler | Kvartsfinaler |  |  | Semifinaler | Semifinaler | Semifinaler | Semifinaler |  |  | Final | Final | Final | Final |
|  |                        |                     |                     |                     |                     |                     |                     |               |               |               |  |  |             |             |             |             |  |  |       |       |       |       |
|  |                        |                     |                     |                     |                     |                     |                     |               |               |               |  |  |             |             |             |             |  |  |       |       |       |       |
|  |                        |                     |                     |                     |                     |                     |                     |               |               |               |  |  |             |             |             |             |  |  |       |       |       |       |
|  | Tottenham Hotspur      | 0                   | 0                   | 0                   |                     |                     |                     |               |               |               |  |  |             |             |             |             |  |  |       |       |       |       |
|  | Tottenham Hotspur      | 0                   | 0                   | 0                   |                     |                     |                     |               |               |               |  |  |             |             |             |             |  |  |       |       |       |       |
|  | RB Leipzig             | 1                   | 3                   | 4                   |                     |                     |                     |               |               |               |  |  |             |             |             |             |  |  |       |       |       |       |
|  | RB Leipzig             | 1                   | 3                   | 4                   | RB Leipzig          | RB Leipzig          | RB Leipzig          | 2             |               |               |  |  |             |             |             |             |  |  |       |       |       |       |
|  |                        |                     |                     |                     | RB Leipzig          | RB Leipzig          | RB Leipzig          | 2             |               |               |  |  |             |             |             |             |  |  |       |       |       |       |
|  |                        | Atlético Madrid     | Atlético Madrid     | Atlético Madrid     | 1                   |                     |                     |               |               |               |  |  |             |             |             |             |  |  |       |       |       |       |
|  | Atlético Madrid (e.f.) | Atlético Madrid     | Atlético Madrid     | Atlético Madrid     | 1                   | 1                   | 3                   | 4             |               |               |  |  |             |             |             |             |  |  |       |       |       |       |
|  | Atlético Madrid (e.f.) |                     |                     |                     |                     | 1                   | 3                   | 4             |               |               |  |  |             |             |             |             |  |  |       |       |       |       |
|  | Liverpool              | 0                   | 2                   | 2                   |                     |                     |                     |               |               |               |  |  |             |             |             |             |  |  |       |       |       |       |
|  | Liverpool              | 0                   | 2                   | 2                   | RB Leipzig          | RB Leipzig          | RB Leipzig          | 0             |               |               |  |  |             |             |             |             |  |  |       |       |       |       |
|  |                        |                     |                     |                     | RB Leipzig          | RB Leipzig          | RB Leipzig          | 0             |               |               |  |  |             |             |             |             |  |  |       |       |       |       |
|  |                        | Paris Saint-Germain | Paris Saint-Germain | Paris Saint-Germain | 3                   |                     |                     |               |               |               |  |  |             |             |             |             |  |  |       |       |       |       |
|  | Atalanta               | Paris Saint-Germain | Paris Saint-Germain | Paris Saint-Germain | 3                   | 4                   | 4                   | 8             |               |               |  |  |             |             |             |             |  |  |       |       |       |       |
|  | Atalanta               |                     |                     |                     |                     | 4                   | 4                   | 8             |               |               |  |  |             |             |             |             |  |  |       |       |       |       |
|  | Valencia               | 1                   | 3                   | 4                   |                     |                     |                     |               |               |               |  |  |             |             |             |             |  |  |       |       |       |       |
|  | Valencia               | 1                   | 3                   | 4                   | Atalanta            | Atalanta            | Atalanta            | 1             |               |               |  |  |             |             |             |             |  |  |       |       |       |       |
|  |                        |                     |                     |                     | Atalanta            | Atalanta            | Atalanta            | 1             |               |               |  |  |             |             |             |             |  |  |       |       |       |       |
|  |                        | Paris Saint-Germain | Paris Saint-Germain | Paris Saint-Germain | 2                   |                     |                     |               |               |               |  |  |             |             |             |             |  |  |       |       |       |       |
|  | Borussia Dortmund      | Paris Saint-Germain | Paris Saint-Germain | Paris Saint-Germain | 2                   | 2                   | 0                   | 2             |               |               |  |  |             |             |             |             |  |  |       |       |       |       |
|  | Borussia Dortmund      |                     |                     |                     |                     | 2                   | 0                   | 2             |               |               |  |  |             |             |             |             |  |  |       |       |       |       |
|  | Paris Saint-Germain    | 1                   | 2                   | 3                   |                     |                     |                     |               |               |               |  |  |             |             |             |             |  |  |       |       |       |       |
|  | Paris Saint-Germain    | 1                   | 2                   | 3                   | Paris Saint-Germain | Paris Saint-Germain | Paris Saint-Germain | 0             |               |               |  |  |             |             |             |             |  |  |       |       |       |       |
|  |                        |                     |                     |                     | Paris Saint-Germain | Paris Saint-Germain | Paris Saint-Germain | 0             |               |               |  |  |             |             |             |             |  |  |       |       |       |       |
|  |                        | Bayern München      | Bayern München      | Bayern München      | 1                   |                     |                     |               |               |               |  |  |             |             |             |             |  |  |       |       |       |       |
|  | Real Madrid            | Bayern München      | Bayern München      | Bayern München      | 1                   | 1                   | 1                   | 2             |               |               |  |  |             |             |             |             |  |  |       |       |       |       |
|  | Real Madrid            |                     |                     |                     |                     | 1                   | 1                   | 2             |               |               |  |  |             |             |             |             |  |  |       |       |       |       |
|  | Manchester City        | 2                   | 2                   | 4                   |                     |                     |                     |               |               |               |  |  |             |             |             |             |  |  |       |       |       |       |
|  | Manchester City        | 2                   | 2                   | 4                   | Manchester City     | Manchester City     | Manchester City     | 1             |               |               |  |  |             |             |             |             |  |  |       |       |       |       |
|  |                        |                     |                     |                     | Manchester City     | Manchester City     | Manchester City     | 1             |               |               |  |  |             |             |             |             |  |  |       |       |       |       |
|  |                        | Lyon                | Lyon                | Lyon                | 3                   |                     |                     |               |               |               |  |  |             |             |             |             |  |  |       |       |       |       |
|  | Lyon (BM)              | Lyon                | Lyon                | Lyon                | 3                   | 1                   | 1                   | 2             |               |               |  |  |             |             |             |             |  |  |       |       |       |       |
|  | Lyon (BM)              |                     |                     |                     |                     | 1                   | 1                   | 2             |               |               |  |  |             |             |             |             |  |  |       |       |       |       |
|  | Juventus               | 0                   | 2                   | 2                   |                     |                     |                     |               |               |               |  |  |             |             |             |             |  |  |       |       |       |       |
|  | Juventus               | 0                   | 2                   | 2                   | Lyon                | Lyon                | Lyon                | 0             |               |               |  |  |             |             |             |             |  |  |       |       |       |       |
|  |                        |                     |                     |                     | Lyon                | Lyon                | Lyon                | 0             |               |               |  |  |             |             |             |             |  |  |       |       |       |       |
|  |                        | Bayern München      | Bayern München      | Bayern München      | 3                   |                     |                     |               |               |               |  |  |             |             |             |             |  |  |       |       |       |       |
|  | Napoli                 | Bayern München      | Bayern München      | Bayern München      | 3                   | 1                   | 1                   | 2             |               |               |  |  |             |             |             |             |  |  |       |       |       |       |
|  | Napoli                 |                     |                     |                     |                     | 1                   | 1                   | 2             |               |               |  |  |             |             |             |             |  |  |       |       |       |       |
|  | Barcelona              | 1                   | 3                   | 4                   |                     |                     |                     |               |               |               |  |  |             |             |             |             |  |  |       |       |       |       |
|  | Barcelona              | 1                   | 3                   | 4                   | Barcelona           | Barcelona           | Barcelona           | 2             |               |               |  |  |             |             |             |             |  |  |       |       |       |       |
|  |                        |                     |                     |                     | Barcelona           | Barcelona           | Barcelona           | 2             |               |               |  |  |             |             |             |             |  |  |       |       |       |       |
|  |                        | Bayern München      | Bayern München      | Bayern München      | 8                   |                     |                     |               |               |               |  |  |             |             |             |             |  |  |       |       |       |       |
|  | Chelsea                | Bayern München      | Bayern München      | Bayern München      | 8                   | 0                   | 1                   | 1             |               |               |  |  |             |             |             |             |  |  |       |       |       |       |
|  | Chelsea                |                     |                     |                     |                     | 0                   | 1                   | 1             |               |               |  |  |             |             |             |             |  |  |       |       |       |       |
|  | Bayern München         | 3                   | 4                   | 7                   |                     |                     |                     |               |               |               |  |  |             |             |             |             |  |  |       |       |       |       |
|  | Bayern München         | 3                   | 4                   | 7                   |                     |                     |                     |               |               |               |  |  |             |             |             |             |  |  |       |       |       |       |

### Åttondelsfinaler
| Åttondelsfinaler – 16 deltagande klubblag | Åttondelsfinaler – 16 deltagande klubblag | Åttondelsfinaler – 16 deltagande klubblag | Åttondelsfinaler – 16 deltagande klubblag | Åttondelsfinaler – 16 deltagande klubblag |
| ----------------------------------------- | ----------------------------------------- | ----------------------------------------- | ----------------------------------------- | ----------------------------------------- |
| Lag 1                                     | Totalt                                    | Lag 2                                     | Möte 1                                    | Möte 2                                    |
| Borussia Dortmund                         | 2–3                                       | Paris Saint-Germain                       | 2–1                                       | 0–2                                       |
| Real Madrid                               | 2-4                                       | Manchester City                           | 1–2                                       | 1–2                                       |
| Atalanta                                  | 8–4                                       | Valencia                                  | 4–1                                       | 4–3                                       |
| Atlético Madrid                           | 4–2                                       | Liverpool                                 | 1–0                                       | 3–2                                       |
| Chelsea                                   | 1–7                                       | Bayern München                            | 0–3                                       | 1–4                                       |
| Lyon                                      | 00002–2 (BM)                              | Juventus                                  | 1–0                                       | 1–2                                       |
| Tottenham Hotspur                         | 0–4                                       | RB Leipzig                                | 0–1                                       | 0–3                                       |
| Napoli                                    | 2–4                                       | Barcelona                                 | 1–1                                       | 1–3                                       |

### Kvartsfinaler
| Kvartsfinaler – 8 deltagande klubblag | Kvartsfinaler – 8 deltagande klubblag | Kvartsfinaler – 8 deltagande klubblag |
| ------------------------------------- | ------------------------------------- | ------------------------------------- |
| Lag 1                                 | Resultat                              | Lag 2                                 |
| Manchester City                       | 1–3                                   | Lyon                                  |
| RB Leipzig                            | 2–1                                   | Atlético Madrid                       |
| Barcelona                             | 2–8                                   | Bayern München                        |
| Atalanta                              | 1–2                                   | Paris Saint-Germain                   |

### Semifinaler
| Semifinaler – 4 deltagande klubblag | Semifinaler – 4 deltagande klubblag | Semifinaler – 4 deltagande klubblag |
| ----------------------------------- | ----------------------------------- | ----------------------------------- |
| Lag 1                               | Resultat                            | Lag 2                               |
| Lyon                                | 0–3                                 | Bayern München                      |
| RB Leipzig                          | 0–3                                 | Paris Saint-Germain                 |

### Final
| Final – 2 deltagande klubblag | Final – 2 deltagande klubblag | Final – 2 deltagande klubblag |
| ----------------------------- | ----------------------------- | ----------------------------- |
| Lag 1                         | Resultat                      | Lag 2                         |
| Paris Saint-Germain           | 0–1                           | Bayern München                |

## Statistik
I följande statistik är kvalomgångarna och playoff matcherna inte medräknade.
Det har hittills gjorts 386 mål på 119 matcher, i genomsnitt 3.24 gjorda mål per match.

### Skytteliga
| Rank | Spelare            | Lag                                 | Mål | Spelade minuter |
| ---- | ------------------ | ----------------------------------- | --- | --------------- |
| 1    | Robert Lewandowski | Bayern München                      | 15  | 887             |
| 2    | Erling Haaland     | Red Bull Salzburg Borussia Dortmund | 10  | 554             |
| 3    | Serge Gnabry       | Bayern München                      | 9   | 767             |
| 4    | Harry Kane         | Tottenham Hotspur                   | 6   | 450             |
| 4    | Memphis Depay      | Lyon                                | 6   | 536             |
| 4    | Dries Mertens      | Napoli                              | 6   | 586             |
| 4    | Gabriel Jesus      | Manchester City                     | 6   | 590             |
| 4    | Raheem Sterling    | Manchester City                     | 6   | 599             |
| 9    | Son Heung-min      | Tottenham Hotspur                   | 5   | 365             |
| 9    | Mauro Icardi       | Paris Saint-Germain                 | 5   | 480             |
| 9    | Josip Iličić       | Atalanta                            | 5   | 516             |
| 9    | Lautaro Martínez   | Inter                               | 5   | 521             |
| 9    | Luis Suárez        | FC Barcelona                        | 5   | 567             |
| 9    | Karim Benzema      | Real Madrid                         | 5   | 643             |
| 9    | Kylian Mbappé      | Paris Saint-Germain                 | 5   | 652             |

### Assistliga
| Rank | Spelare            | Lag                 | Assist | Spelade minuter |
| ---- | ------------------ | ------------------- | ------ | --------------- |
| 1    | Ángel Di María     | Paris Saint-Germain | 6      | 750             |
| 1    | Robert Lewandowski | Bayern München      | 6      | 887             |
| 3    | Hakim Ziyech       | Ajax                | 5      | 499             |
| 3    | Kylian Mbappé      | Paris Saint-Germain | 5      | 652             |
| 3    | Houssem Aouar      | Lyon                | 5      | 715             |
| 6    | Corentin Tolisso   | Bayern München      | 4      | 341             |
| 6    | Riyad Mahrez       | Manchester City     | 4      | 572             |
| 6    | Neymar             | Paris Saint-Germain | 4      | 585             |
| 6    | Roberto Firmino    | Liverpool           | 4      | 629             |
| 6    | Alphonso Davies    | Bayern München      | 4      | 713             |

## Anmärkningslista
1. ↑  Erling Håland spelade för Red Bull Salzburg i gruppspelet och för Borussia Dortmund i slutspelet, efter att han värvats dit under januaris transferfönster.[3]